# Level (časopis)
Level je český časopis se zaměřením na počítačové hry. Časopis v roce 1995 založil, pod vydavatelstvím Martina Ludvíka, Jan Tománek (Beast), který zde do konce roku 1995 působil jako šéfredaktor. Jako spoluzakladatel a zástupce šéfredaktora působil Tomáš Landa (Silver).  Redakci tvořili Ondřej Průša (Draken), Jan Herodes (Doll) a Petr Zdražil (Shadow). Level vycházel i s přílohou také v Rumunsku a Turecku.

## Historie
Časopis vychází pravidelně každý měsíc od ledna 1995 (s výjimkou března 1995, kdy nevyšel kvůli změně vydavatele z Popular Computer Publishing na JRC). Technicky vzato byl Level založen již v prosinci 1994, kdy bylo připraveno nulté číslo, vinou zdržení ale nevyšlo, v předvánoční době měly tiskárny již obsazenou kapacitu. Level je druhým nejčtenějším herním magazínem v Česku, za jeho největším konkurentem, časopisem Score.
Roku 2013 chtělo nakladatelství Burda ukončit vydávání Levelu číslem 230. Ovšem následně bylo oznámeno, že značku Level koupilo vydavatelství Naked Dog, jehož majitelem je bývalý šéfredaktor Ondřej Průša. Číslo 231 vyšlo pod vedením tří bývalých šéfredaktorů časopisu – Ondřej Průša, Martin Bach, Petr Poláček. Se změnou vydavatele došlo i k několika změnám. Časopis začal vycházet bez DVD přílohy, ale s plnou hrou ve formě klíče na digitální distribuce, s nižší cenou, i pozměněným obsahem, ve kterém chybí novinky a preview a více obsahu je věnované tematickým článkům. Od tohoto čísla je k dispozici i v elektronické verzi. Od čísla 245 z roku 2020 není součástí časopisu ani plná hra. V redakci působí zkušení autoři – Lukáš Grygar, Pavel Dobrovský, Jiří Pavlovský a další.

## Charakter časopisu
Partnerským webem je Games.cz, na který svými články přispívají mimo jiné i redaktoři Levelu. Jedno číslo časopisu Level má 116 stran.

### Zaměření
Level se jako herní časopis zaměřuje primárně na hry, a to jak na ty pro platformu PC, tak na konzolové, handheldové i tabletové. Mimo her se Level zabývá i hardwarem, softwarem, filmy a hudbou. Pravidelnou část také tvoří komentáře vývojáře Daniela Vávry (ze společnosti Warhorse), Lukáše Macury ze studia Cinemax, recenzenta Michala Rybky i Jana Herodese a Radka Friedricha, kteří pracují v pražském Disney Mobile Games Studio.[zdroj?]

### Seznam částí časopisu
- Redakce – První část obsahuje úvodník a technické informace o Levelu. Následují dopisy čtenářů, informace o přiložené plné hře, shrnutí dění v herním světě v uplynulém měsíci a kulturní okénko.
- Recenze – Nejrozsáhlejší část časopisu hodnotící finální verze her.
- Téma čísla – Několik herně zaměřených článků. Příklady témat: Jak se hraje v Číně, Gran Turismo Academy, Kickstarter na rozcestí.
- Reaktor – Publicistická část s komentářem redakce, Michala Rybky (Wolfův revír), Dana Vávry (Jáma pekel), Lukáše Macury (Za pět minut 12) a Jana Herodese (Herodes na tabletách).
- Rozhovor – Rozhovor s osobností herní scény.
- Fenomén – Sekce rozebírající současné herní fenomény a akce (let's play, LARP Stalker, spojení her a komiksů)
- Dílna – Informace o nezávislé tvorbě. Obsahuje rozhovory s tvůrci nebo profil vybraného studia a rubriku Radka Friedricha Utrpení mladého vývojáře.
- Retro Level – Rozsáhlá sekce s vlastní retro obálkou. Uvnitř jsou články o historii vzniku určité hry (Making of...), pohled na dobový hardware (Rybkova nora), čtyři oblíbené hry herních vývojářů ze zahraničí (Osobní legendy) a popis vybrané retro hry (Retronaut).
- Tech – Rubrika zaměřená na hardware a technologie (herní konzole, virtuální realita, telefony, herní enginy).

Poznámka: jednotlivé části v seznamu jsou řazeny tak jako v časopise.

### Třinácté číslo
Od roku 2003 do restartu časopisu v červnu 2013 vycházelo v jednom roce 13 čísel Levelu. Ono třinácté číslo vycházelo z toho důvodu, že se před Vánoci objeví spousta nových her, jejichž recenze by se do jednoho čísla nevešly. Zajímavostí je, že autoři časopisu měli v červnu dvě uzávěrky, aby vánoční číslo zapadalo do harmonogramu.

## Příloha
Od dubna 1995 vycházel časopis s fyzickým médiem: s CD a od září 2002 s DVD. Součástí byly například demoverze her, trailery a plné hry. Od června 2013 bývá software už jen ve formě klíče na digitální distribuci.